# Shangela Laquifa Wadley

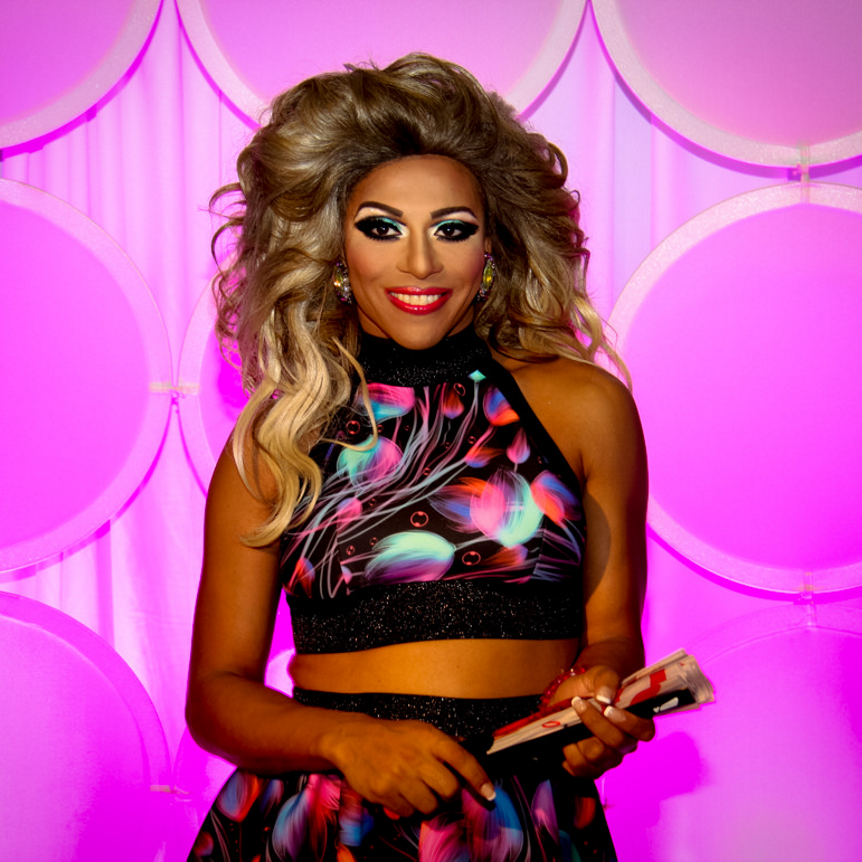
Shangela im April 2017

Shangela Laquifa Wadley, eigentlich D. J. Pierce (* 22. November 1981 in Paris, Texas, Vereinigte Staaten) ist eine US-amerikanische Dragqueen und Reality-TV-Persönlichkeit, die vor allem für ihre Teilnahme an RuPaul’s Drag Race bekannt ist.

## Leben und Werk
Pierce wuchs in Paris im US-amerikanischen Bundesstaat Texas auf. In der High School war er männlicher Cheerleader und begann, sich als Dragqueen zu verkleiden. Pierce studierte an Southern Methodist University und war seit dieser Zeit eng mit dem späteren Drag Race-Teilnehmer Antoine Ashley (1984–2012), besser bekannt unter seiner Drag Persona Sahara Davenport, befreundet.
Im Januar 2009 trat Pierce erstmals unter dem Namen Shangela öffentlich auf. Pierce hatte für eine Wohltätigkeitsveranstaltung in Los Angeles einen Drag Act choreographiert. Als einer der Darsteller absagte, trat er selbst mit auf. Der Promotor war so beeindruckt von Shangelas Auftritt, dass er anbot, sie für die folgende Woche erneut zu buchen. Im Jahr 2010 wurde Shangela zum kalifornischen Entertainer des Jahres gekrönt. Ihre Drag-Mother ist Alyssa Edwards.

### RuPaul’s Drag Race
Nach fünf Monaten mit diversen Auftritten als Dragqueen in Los Angeles nahm Shangela im Jahr 2010 als Kandidat an der zweiten Staffel von RuPaul’s Drag Race teil, schied jedoch aufgrund mangelnder Erfahrung bereits in der ersten Episode aus. Für die dritte Staffel wurde Shangela erneut eingeladen und belegte diesmal den sechsten Platz. Besondere Aufmerksamkeit erhielt sie für ihren Slogan Halleloo, den die Los Angeles Times im Jahr 2010 als einen der Top Terms We Learned on Reality Television bezeichnete. In den folgenden Staffeln hatte Shangela mehrere Cameo-Auftritte in der Show, unter anderem in der Premiere der vierten Staffel und der „Snatch Game“-Episode der zweiten All-Stars-Staffel.
Im Jahr 2018 nahm Shangela im Rahmen der dritten Staffel von RuPaul’s Drag Race: All Stars erneut an dem Format teil. Sie schaffte es diesmal bis ins Finale und teilte sich den dritten Platz mit der Gewinnerin der ersten Staffel BeBe Zahara Benet. Die vier Final-Teilnehmer veröffentlichten gemeinsam mit RuPaul den Song Kitty Girl, der sich auf Platz 44 der UK Singles Charts platzieren konnte.

### Film- und Fernsehkarriere
Die gewonnene Popularität aus den Auftritten bei RuPaul’s Drag Race konnte Shangela für weitere Engagements in Film und Fernsehen nutzen. 2012 trat sie in einer Episode der US-amerikanischen Reality-TV-Sendung Toddlers & Tiaras als Mentor auf. Weiterhin war Shangela in einzelnen Episoden diverser TV-Serien zu sehen. Darunter Glee, Bones, 2 Broke Girls und The Mentalist. Gemeinsam mit anderen Teilnehmern von RuPaul’s Drag Race – darunter Trixie Mattel, Tammie Brown und Manila Luzon – wirkte sie in einer Food-and-Drug-Administration-Kampagne gegen das Rauchen mit. Shangela erhielt weiterhin eine Rolle in dem Kurzfilm Body of a Barbie, der auf dem US-amerikanischen Fernsehsender BET ausgestrahlt wurde.
In der Komödie Hurricane Bianca mit Bianca Del Rio in der Hauptrolle war sie 2016 gemeinsam mit den früheren Drag-Race-Teilnehmern Alyssa Edwards und Willam Belli in einer Nebenrolle zu sehen. An der Fortsetzung Hurricane Bianca 2: From Russia with Hate wirkte sie 2018 erneut mit. Im selben Jahr hatte sie eine Nebenrolle im musikalisch-romantischen Filmdrama A Star Is Born mit Lady Gaga und Bradley Cooper in den Hauptrollen.
Gemeinsam mit Ross Mathews kommentierte Shangela für den US-amerikanischen TV-Sender Logo den Eurovision Song Contest 2018 in Lissabon.

### Musikalische Karriere
Am 23. August 2011 veröffentlichte Shangela ihre erste Single Call Me Laquifa, die über iTunes und andere kommerzielle Musikseiten erhältlich ist. Die zweite Single Werqin’ Girl erschien am 7. August 2012. Am 15. März 2018, dem Tag des Finales der dritten Staffel von RuPaul’s Drag Race: All Stars, veröffentlichte Shangela eine weitere Single mit dem Titel Pay Me.
Im Jahr 2013 erschien Shangela im Musikvideo Gone With the Wind Fabulous von Kenya Moore. Im gleichen Jahr war sie zusammen mit den Dragqueens Detox, Morgan McMichaels, Courtney Act, Willam Belli und Raven im Lyric Video zu Lady Gagas Single Applause zu sehen. 2018 wirkte Shangela sowohl beim Gesang als auch im Musikvideo des Songs Doll Hairs von Todrick Hall mit. Das Lied ist auf Halls drittem Studio-Album Forbidden vertreten.

## Filmografie

### Film (Auswahl)
- 2013: R.I.P.D.
- 2015: Kiss me, Kill me
- 2016: Hurricane Bianca
- 2018: Hurricane Bianca 2: From Russia With Hate
- 2018: A Star Is Born

### Fernsehen (Auswahl)
- 2010–2012: RuPaul’s Drag Race (als Teilnehmer in Staffel 2 und 3; als Gast in Staffel 4)
- 2011: Detroit 1-8-7 (Episode: Legacy/Drag City)
- 2011: Dance Moms (Episode: Cathy Brings It On!)
- 2011: Community (Episode: Advanced Gay)
- 2012: Toddlers & Tiaras (Episode: Lollipops and Gumdrops Pageant)
- 2012: The Mentalist (Episode: Ruby Slippers)
- 2012: 2 Broke Girls (Episode: And the Hold-Up)
- 2012: Glee (Episode: Thanksgiving)
- 2014: Bones – Die Knochenjägerin (Episode: The Drama in the Queen)
- 2016: Akte X – Die unheimlichen Fälle des FBI (Episode: Mulder and Scully Meet the Were-Monster)
- 2016–2018: RuPaul’s Drag Race: All Stars (als Gast in Staffel 2; als Teilnehmer in Staffel 3)
- 2018: Dancing Queen (Episoden: Reigning Supreme und Dragsgiving)
- 2018: Super Drags (Stimme)
- 2023: The Masked Singer (Gastauftritt Staffel 9)

## Diskografie
- 2011: Call me Laquifa
- 2012: Werqin’ Girl
- 2015: Uptown Fish
- 2017: Deck A Ho (Mitch Ferrino Mix) (Bob the Drag Queen feat. Shangela)
- 2018: Pay me
- 2018: Kitty Girl (RuPaul feat. BeBe Zahara Benet, Kennedy Davenport, Shangela & Trixie Mattel)
- 2018: Doll Hairs (Todrick Hall feat. Shangela)